# Humpolec (nádraží)
Humpolec je železniční stanice (do roku 2021 dopravna D3) v jihozápadní části města Humpolec v okrese Pelhřimov v Kraji Vysočina nedaleko Cihelského rybníka. Leží na neelektrizované jednokolejné železniční trati Havlíčkův Brod – Humpolec. Přibližně 300 metrů severně je umístěno městské autobusové nádraží.

## Historie
1. září 1894 otevřela společnost Místní dráha Německý Brod – Humpolec trať z Havlíčkova Brodu, kudy od roku 1870 procházela trať společnosti Rakouská severozápadní dráha (ÖNWB) spojující primárně Vídeň a Berlín. Nově postavené nádraží v Humpolci zde vzniklo jako koncová stanice, dle typizovaného stavebního vzoru.
Provoz na trati zajišťovala od zahájení ÖNWB, po jejím zestátnění v roce 1908 Císařsko-královské státní dráhy (kkStB), po roce 1918 Československé státní dráhy (ČSD), místní dráha byla zestátněna roku 1925.

## Popis
Stanice je vybavena elektronickým stavědlem K-2002, které je dálkově ovládáno z Havlíčkova Brodu. Ve stanici jsou tři dopravní koleje (od staniční budovy s čísly 2, 1 a 3). Jednostranná vnitřní nástupiště jsou vybudována u kolejí č. 2 a 1, další nouzové nástupiště je u manipulační koleje č. 4.